# Гойошин
Гойошин (порт. Goioxim) — муниципалитет в Бразилии, входит в штат Парана. Составная часть мезорегиона Юго-центральная часть штата Парана. Входит в экономико-статистический микрорегион Гуарапуава. Население составляет 8592 человека на 2006 год. Занимает площадь 702,470 км². Плотность населения — 12,2 чел./км².

## Статистика
- Валовой внутренний продукт на 2003 год составляет 60 898 263,00 реалов (данные: Бразильский институт географии и статистики).
- Валовой внутренний продукт на душу населения на 2003 год составляет 7284,48 реалов (данные: Бразильский институт географии и статистики).
- Индекс развития человеческого потенциала на 2000 год составляет 0,680 (данные: Программа развития ООН).